# 汉弗莱·格林伍德
P·汉弗莱·格林伍德（英語：Peter Humphry Greenwood，1927年4月21日—1995年3月3日）是一位英格兰鱼类学家，1976–1979年间任倫敦林奈學會会长，1985年当选皇家学会会士。

## 所命名的分類
（列表可能不完整）
- （Category:汉弗莱·格林伍德命名的分類單元或者Category:汉弗莱·格林伍德命名的生物分類未建立或者存在標題簡繁混用）